# Journal of Physical Chemistry B
Journal of Physical Chemistry B (usualmente abreviada como J. Phys. Chem. B.) es una revista científica revisada por iguales, publicada desde 1997 por la American Chemical Society y de periodicidad semanal. Journal of Physical Chemistry B está actualmente indexada y se pueden ver resúmenes de sus artículos en: CAS, EBSCOhost, PubMed, Web of Science y otras bases de datos química (SCOPUS, Proquest, British Library, Ovid y SwetsWise).
El actual redactor jefe es George C. Schatz.
Journal of Physical Chemistry B se centra en algunas áreas de investigación propias de la Química física: investigación sobre química de macromoléculas, materia blanda, surfactantes, membranas, mecánica estadística, termodinámica, efectos del medio, y bioquímica física.
Es la revista más citada entre todas las de Química física con casi 100.000 citas en 2008. El  factor de impacto ISI de la revista es 3,302 (2014). En 2004, tuvo un factor de impacto de 3,834, lo que la situaba en segundo lugar entre todas las revistas de Química física.
Hasta 1997, el título era simplemente Journal of Physical Chemistry. Debido a la siempre creciente cantidad de investigación en esta área, en 1997 la revista se dividió en Journal of Physical Chemistry A (química física molecular, teórica y experimental) y Journal of Physical Chemistry B (estado sólido, materia blanda, líquidos,...). A comienzos de 2007, esta última sufrió una nueva división, con Journal of Physical Chemistry C que se destina ahora a los crecientes campos de la nanotecnología, electrónica molecular, y temas relacionados.

## Lista de redactores jefe
- 1997–2004 Mostafa El-Sayed
- 2005– George C. Schatz[5]
- 2020–Presente Joan-Emma Shea[6]